# Henri Durville
Henri Durville (1887-1963), filho de Hector Durville, médico, magnetizador e professor da Fundação Durville.

## Biografia
Henri Durville é o primeiro de três filho de Hector Durville ocultista e irmão de Gaston Durville e André Durville.
Distinguiu-se em pesquisas sobre magnetismo e hipnotismo. professava em sua escola, o que ele chamou de "os princípios da física dinâmica" em que ele mostrou a diferença entre magnetismo animal e hipnotismo. Seus estudos foram extremamente avançados, e de acordo com a Francois Ribadeau-Dumas, em seu livro "História da vara mágica", ele afirma que os estudos de Henri Durville abriu novos horizontes, especialmente em suas investigações sobre sonambulismo e a ação nos plexos nevosos
| “ | Será o destino a potência diretiva de nossa evolução . | ” |

O Dr. Giuliano Kremmerz relata que foi recebido por um periodo na Fundação Durville e ainda comentava que:
| “ | [...] a maioria dos pacientes que os médicos declararam incurável, [colocados a] mercê do cuidado magnético de [Henri] Durville [...] são colocados em condições de voltar a desfrutar a vida. | ” |

## Reconhecimento no Brasil
O Sr. Bráulio Prego em 1907 faz a tradução do seu livro Magnétisme personnel (Magnetismo pessoal), obra que atingiria em seu centenário a marca de “mais de 70.000 exemplares vendidos!” e a qual criaria o primeiro índice de catálogo sistemático para o tema com numeração subsidiário a psicologia por número de CDD 154.72.

## Livros e publicações
- Cours de magnétisme personnel. 1920
- Thérapeutique La sugestão. 1922
- Les francos-maçons. 1923
- Dieu les hommes. 1928
- transcendant Le magnétisme. 1961
- Le Pouvoir magnétique. 1960
- Le Pouvoir magnétique .... 1, L'Égypte, berceau du magnétisme. 1961
- Les Portes du Temple. 1931
- Les vivants et les morts. 1922
- Sorts et enchantements. 1956
- Thérapeutique magnétique. 1953
- Vers La Sagesse. 1922
- Victoire sur le mal, voici la lumière. 1921

### Traduzida
- Magnetismo Pessoal
- Olhar magnético